# Merci Natercia
Merci Natercia est un film français réalisé en 1959 par Pierre Kast, sorti en 1963.

## Synopsis
Une riche veuve, Natercia, aide Alain, jeune homme pauvre, à monter le film qu'il envisage de réaliser. Ils décident de tout mettre en commun pour concrétiser ce projet. Lors de la première projection, Natercia comprend qu'Alain n'a plus besoin d'elle.

## Fiche technique
- Titre : Merci Natercia ; titre alternatif : Natercia
- Réalisation : Pierre Kast
- Assistant-réalisateur : Marin Karmitz
- Scénario : Pierre Kast et Peter Oser, d'après l'œuvre d'Olivier Sylvain
- Dialogues : Pierre Kast
- Photographie : Sacha Vierny
- Cadreur : Philippe Brun
- Musique : Georges Delerue et Clara d'Ovar
- Décors : Jean Castanier
- Montage : Yannick Bellon, Étiennette Muse
- Son : Guy Chichignoud
- Directeur de production : André Guillet
- Production : Paul Temps, Pierre Kast
- Société de production : JAD Films (Jayet, Dubois et Compagnie, Paris)
- Genre : Comédie dramatique
- Format : Noir et blanc - 35 mm - 1,37:1 - Mono
- Durée : 100 minutes
- Pays d'origine :  France
- Date de sortie : inédit en salle, diffusé à la télévision en 1963.

## Distribution
- Pierre Vaneck : Alain
- Clara d'Ovar : Natercia
- Françoise Prévost : Françoise
- Alexandra Stewart : Sandra
- Ursula Vian : Olga
- Sacha Briquet : Jacques
- François Maistre : Lawyer
- Ginette Pigeon : Sylvie
- Pierre Dudan : Lambert
- Jean-Marie Rivière
- Serge Sauvion